# Kamelija Todorova
Kamelija Todorova (in bulgaro Камелия Тодорова?; Sofia, 21 gennaio 1954) è una cantante e attrice bulgara.

## Biografia
I suoi genitori sono Stojka Aleksàndrova Todorova, cantante nella cappella «Svetoslav Obrètenov», e Kiril Kostov Todorov - traduttore e ammiratore del jazz. Suo nonno è Kosta Todorov.
Si diploma all'Istituto tecnico di architettura interna, dopodiché fa i suoi primi passi come attrice nel periodo 1972-1975 con la compagnia teatrale sperimentale «4+4» del regista Nikolaj Georgiev. Nel 1975 comincia a studiare canto nella sezione di musica leggera dell'Accademia Nazionale di Musica di Sofia sotto la guida di Irina Čmichova. Influenzata dai pianisti Sašo Mirev e Mario Stancev si indirizza verso il jazz.
Nel 1978 debutta sul secondo esame delle orchestre bulgare di jazz nella sala «Universiada» col quintetto di Ljudmil Georgiev. Un anno più tardi vince il Secondo premio al concorso dei cantanti giovani di jazz a Lublino e il Premio speciale intitolato a Duke Ellington. Kamelja continua a vincere i premi dei festivali a Mumbai, Bratislava e Varsavia, realizzando un recital al Malta Jazz Festival e partecipando a spettacoli del teatro musicale del Friedrichstadt-Palast a Berlino. Al festival «Jazz Yatra» a Mumbai per mancanza di un gruppo di accompagnamento, convince la sezione ritmica di Stan Getz ad accompagnarla in una partecipazione completamente improvvisata.
Nell'inizio degli anni ottanta insieme alla Big Band della Radio Nazionale Bulgara e al direttore d'orchestra Vili Kasasjan registra una serie di brani popolari come «Не ме гледай така, момче» (Non guardarmi così, ragazzo) e «Прошепнати мечти» (Sogni sussurrati). Fra i premi di interpretazioni jazz Kamelja aggiunge anche quelli dei concorsi di musica popolare - Orfeo d'Oro (1980, Grand Prix) e Internationales Schlagerfestival Dresden (1982).
In questo periodo partecipa ad alcuni film bulgari popolari. Interpreta la parte principale di «Търновската царица» (La regina di Tărnovo, 1981), partecipa anche a «Монолог за прасенцето» (Monologo per il porcellino, 1981), «Прилив на нежност» (Accesso di tenerezza, 1983) e «Бон шанс, инспекторе!» (Buona fortuna, ispettore!, 1983).
Nel 1983 si sposa ed emigra in Germania. Grazie alla sua estensione vocale include nel suo repertorio il soul, il funk e il rock. Collabora con l'assistente di Giorgio Moroder - Harold Faltermeyer, firma un contratto con l'etichetta discografica britannica Virgin Records e lancia i singoli «Bursting at the Seams» (1985), registrato con Roger Taylor dei Queen, e «Chain of Fools» (1986) sotto il nome di Camy Todorow con cui sarà conosciuta, fino a ritornare in Bulgaria quasi cinque anni più tardi.
Ritornando in Bulgaria all'inizio degli anni novanta, Kamelja riprende la sua attività di concertista, registra qualche album, tra cui «2 Souls in 1», «Настроение» е «Привличане» e prende parte a progetti diversi legati al jazz e al pop. Nel 1998 e 1999 insieme a Vasil Petrov e Stefka Onikjan partecipa a concerti commemorativi in occasione del centesimo compleanno di George Gershwin e Duke Ellington, organizzati da Ljudmil Georgiev. Nel 1998 è stata invitata alla prima edizione del festival internazionale del jazz di Bansko e da allora vi prende parte ogni anno con formazioni musicali diverse.
Nel 2003 la cantante festeggia il suo venticinquesimo anniversario sul palcoscenico con un gran concerto nel Palazzo Nazionale della Cultura a Sofia. A partire dal 2005 insegna canto e tecnica vocale presso la Nuova Università Bulgara (NUB). Nel 2008 è una delle dodici stelle del programma televisivo per cantanti principianti «Пей с мен» (Canta con me). Nel maggio 2011 si è aggiudicata il premio «Златен век» (Età dell'Oro) del Ministero della Cultura della Bulgaria, per il contributo dato all'arte bulgara.

## Discografia
- 1980 - Камелия Тодорова и Софийски диксиленд (Kamelja Todorova e il Dixieland di Sofia)
- 1985 - Bursting at the Seams (Scoppiando)
- 1986 - Chain of Fools (Catena dei pazzi)
- 1992 - 2 Souls in 1 (Due anime in una sola)
- 1994 - Настроение (Umore)
- 1995 - Live January 26th
- 1996 - Привличане (Attrazione)
- 1998 - Докосване (Tocco)
- 2001 - Pearls (Perle)
- 2003 - Pleasure (Piacere)
- 2006 - Feels like... (Sembra che...)
- 2008 - As One/В едно (In uno)

## Filmografia
- 1974 - Синята лампа (La lampada blu)
- 1981 - Търновската царица (La regina di Tărnovo)
- 1981 - Монолог за прасенцето (Monologo per il porcellino)
- 1983 - Прилив на нежност (Accesso di tenerezza)
- 1983 - Бон шанс, инспекторе! (Buona fortuna, l'ispettore!)
- 1983 - Фалшификаторът от „Черният кос“ (Il falsificatore del «Merlo nero»)
- 1987 - Ева на третия етаж (Eva al terzo piano)